# نودة ملك
نودة ملك (بالفارسية: نوده ملک) هي قرية تقع في غلستان في إيران. يقدر عدد سكانها بـ 3,113 نسمة .